# Orquestra Sinfônica Nacional Checa
A Orquestra Sinfônica Nacional Checa (português brasileiro) ou Orquestra Sinfónica Nacional Checa (português europeu) (em checo: Český národní symfonický orchestr) é a orquestra sinfônica de Praga, República Checa, fundada em 1993 pelo trompetista Jan Hasenöhrl.